# Les Méchantes

Les Méchantes est un téléfilm français réalisé par Philippe Monnier, diffusé le 17 novembre 2010 sur France 2.

## Synopsis
En 1804, la rivalité entre deux actrices de la Comédie Française qui ne peuvent se supporter donne lieu à des représentations mouvementées de l'Horace de Corneille. Les clabauderies de ces actrices exaspèrent le directeur du théâtre, qui finit par les faire jouer à tour de rôle... Mais les deux harpies continuent de faire des leurs et payent des romains pour assurer une claque qui applaudit l'une et hue l'autre. Un soir où la rumeur prévoit la venue de l'empereur, la plus âgée met du poivre dans le tabac à priser de sa rivale, afin de la remplacer pour cette représentation. L'empereur n'est finalement pas venu, mais, la fois suivante que la rumeur prévoit sa venue, c'est au tour de la plus jeune de se venger en mettant du purgatif dans le verre d'alcool de sa rivale. Le directeur (Dazincourt) et un autre sociétaire (Claude) ayant trop longtemps ménagé chèvre et choux, finissent par se résoudre à moderniser le théâtre en jouant l'Andromaque de Racine en costume d'époque, avec une jeune actrice débutante dans le rôle-titre, dont les charmes ne laissent pas Claude de marbre. Claude espère ainsi assurer le succès du théâtre et pouvoir bénéficier des faveurs de cette jeune actrice ; le plan du roquentin marche... en partie...

## Fiche technique
- Réalisateur : Philippe Monnier
- Scénario : Anne Andrei et Gérard Jourd'hui
- Durée : 90 minutes.
- Date de diffusion : 17 novembre 2010 sur France 2

## Distribution
- Marie-Anne Chazel : la comtesse
- Evelyne Bouix : Léonide de Saint-Robert
- Régis Laspalès : M. Corcellet
- Pierre Arditi : Claude
- Alain Doutey : Dazincourt
- Benjamin Lavernhe : M. de la Resnois
- Juliette Roudet : Francine Jambe Légère
- Blandine Bellavoir : Mariette
- Fred Bianconi : Georges
- Alban Aumard : Gino
- Valéry Schatz : l'officier de la garde impériale